# KFC Vigor Wuitens Hamme
Maillots
Actualités
Dernière mise à jour : 3 août 2018.
Le Koninklijke Football Club Vigor Wuitens Hamme est un club de football belge localisé à Hamme dans la Flandre orientale. Le club porte le matricule 211 et évolue en 2018-2019 en Division 2 Amateur. C'est la 72e saison du club dans les séries nationales. Le plus haut niveau atteint par le club est la deuxième division, où il dispute 17 saisons.

## Le club
- 1908 : fondation de VIGOR FOOTBALL CLUB HAMME-SUR-DURME le 02/05/1908 ? (note foot 100 asbl : la première allusion officielle à un VIGOR HAMME est faite dans LA VIE SPORTIVE (organe officiel de l'Union Belge des Sociétés de Sports Athlétiques - UBSSA, future URBSFA) du 28/04/1910 mais sans annonce d'affiliation; la première indication de 02/05/1908 comme date de fondation n'est découverte que dans les statuts du clubs approuvés le 19/03/1921. Y eut-il permanence de l'activité du club de 1908 à 1921 pour justifier cette date de fondation ? Y eut-il, avant 1922, affiliation à une fédération rivale de l'URBSFA ?)
- 1922 : affiliation à l'Union Royale des Sociétés de Football Association (URBSFA) de VIGOR FOOTBALL CLUB HAMME-SUR-DURME le 28/06/1922
- 1926 : le club reçoit le numéro matricule 211
- 1934 : après obtention du titre de Société Royale en 1934, changement de dénomination de VIGOR FOOTBALL CLUB HAMME-SUR-DURME (211) en KONINKLIJKE FOOTBALL CLUB VIGOR HAMME (211) le 25/04/1934
- 1953 : fondation JONGE WUITENS VOETBAL VERENIGING le 14/06/1953 comme société de football au sein de la firme Scaldian Overseas Trading C°
- 1957 : affiliation à l'URBSFA de JONGE WUITENS VOETBAL VERENIGING le 23/09/1957 comme club corporatif au sein du CORPORATIEF VOETBALVERBOND VAN OOSTVLAANDEREN (2256); le club reçoit le numéro matricule 6074
- 1958 : affiliation à l'URBSFA de JONGE WUITENS VOETBAL VERENIGING (6074) le 26/04/1958 comme club effectif
- 1972 : fusion de KONINKLIJKE FOOTBALL CLUB VIGOR HAMME (211) et JONGE WUITENS VOETBAL VERENIGING (6074) pour former KONINKLIJKE FOOTBALL CLUB VIGOR WUITENS HAMME (211) le 01/07/1972
- 1997 : Le club parvient à la seconde division (en tant que champion de la troisième division A), mais termine finalement en seizième place.

## Résultats dans les divisions nationales
Statistiques mises à jour le 26 mars 2020 (terme de la saison 2018-2019)

### Palmarès
- 3 fois champion de Belgique de Division 3 en 1942, et 1997 et 2016.
- 2 fois champion de Belgique de Promotion en 1962 et 1992.

### Bilan
| Niv | Divisions     | Jouées | Titres | TM Up | TM Down |
| --- | ------------- | ------ | ------ | ----- | ------- |
| I   | 1re nationale | 0      | 0      |       |         |
| II  | 2e nationale  | 17     | 0      | 1     | 2       |
| III | 3e nationale  | 37     | 3      | 2     | 1       |
| IV  | 4e nationale  | 18     | 2      |       |         |
| V   | 5e nationale  | 0      | 0      |       |         |
|     |               |        |        |       |         |
|     | TOTAUX        | 72     | 5      | 3     | 3       |

- TM Up : test-match pour départager des égalités, ou toutes formes de Barrages ou de Tour final pour une montée éventuelle.
- TM Down : test-match pour départager des égalités, ou toutes formes de Barrages ou de Tour final pour le maintien.

### Classements
| Ordre               | Saison  | Nom du club               | Niveau                         | Classement final          | Remarques                 |
| ------------------- | ------- | ------------------------- | ------------------------------ | ------------------------- | ------------------------- |
| 1                   | 1932-33 | FC Vigor Hamme            | Promotion (D3) série B         | 14e/14                    | Relégué!                  |
| séries provinciales |         |                           |                                |                           |                           |
| 2                   | 1941-42 | K. FC Vigor Hamme         | Promotion (D3) série B         | 1er/11                    | Champion et promu!        |
| 3                   | 1942-43 | K. FC Vigor Hamme         | Division 1 (D2) série B        | 5e/15                     |                           |
| 4                   | 1943-44 | K. FC Vigor Hamme         | Division 1 (D2) série A        | 2e/16                     | [ saisons 1 ]             |
|                     | 1944-45 | Compétitions interrompues | Compétitions interrompues      | Compétitions interrompues | Compétitions interrompues |
| 5                   | 1945-46 | K. FC Vigor Hamme         | Division 1 (D2) série A        | 7e/17                     |                           |
| 6                   | 1946-47 | K. FC Vigor Hamme         | Division 1 (D2) série B        | 10e/17                    |                           |
| 7                   | 1947-48 | K. FC Vigor Hamme         | Division 1 (D2) série A        | 14e/16                    |                           |
| 8                   | 1948-49 | K. FC Vigor Hamme         | Division 1 (D2) série B        | 13e/16                    |                           |
| 9                   | 1949-50 | K. FC Vigor Hamme         | Division 1 (D2) série A        | 14e/16                    |                           |
| 10                  | 1950-51 | K. FC Vigor Hamme         | Division 1 (D2) série B        | 12e/16                    |                           |
| 11                  | 1951-52 | K. FC Vigor Hamme         | Division 1 (D2) série A        | 10e/16                    | Relégué                   |
| 12                  | 1952-53 | K. FC Vigor Hamme         | Division 3 série B             | 13e/16                    |                           |
| 13                  | 1953-54 | K. FC Vigor Hamme         | Division 3 série A             | 11e/16                    |                           |
| 14                  | 1954-55 | K. FC Vigor Hamme         | Division 3 série B             | 14e/16                    |                           |
| 15                  | 1955-56 | K. FC Vigor Hamme         | Division 3 série A             | 11e/16                    |                           |
| 16                  | 1956-57 | K. FC Vigor Hamme         | Division 3 série B             | 15e/16                    | Relégué!                  |
| 17                  | 1957-58 | K. FC Vigor Hamme         | Promotion série A              | 10e/16                    |                           |
| 18                  | 1958-59 | K. FC Vigor Hamme         | Promotion série A              | 3e/16                     |                           |
| 19                  | 1959-60 | K. FC Vigor Hamme         | Promotion série C              | 3e/16                     |                           |
| 20                  | 1960-61 | K. FC Vigor Hamme         | Promotion série A              | 2e/16                     |                           |
| 21                  | 1961-62 | K. FC Vigor Hamme         | Promotion série B              | 1er/16                    | Champion et promu!        |
| 22                  | 1962-63 | K. FC Vigor Hamme         | Division 3 série A             | 2e/16                     |                           |
| 23                  | 1963-64 | K. FC Vigor Hamme         | Division 3 série B             | 5e/16                     |                           |
| 24                  | 1964-65 | K. FC Vigor Hamme         | Division 3 série A             | 14e/16                    |                           |
| 25                  | 1965-66 | K. FC Vigor Hamme         | Division 3 série B             | 13e/16                    |                           |
| 26                  | 1966-67 | K. FC Vigor Hamme         | Division 3 série A             | 13e/16                    |                           |
| 27                  | 1967-68 | K. FC Vigor Hamme         | Division 3 série B             | 14e/16                    |                           |
| 28                  | 1968-69 | K. FC Vigor Hamme         | Division 3 série B             | 8e/16                     |                           |
| 29                  | 1969-70 | K. FC Vigor Hamme         | Division 3 série A             | 7e/16                     |                           |
| 30                  | 1970-71 | K. FC Vigor Hamme         | Division 3 série B             | 3e/16                     |                           |
| 31                  | 1971-72 | K. FC Vigor Hamme         | Division 3 série A             | 10e/16                    |                           |
| 32                  | 1972-73 | K. FC Vigor Hamme         | Division 3 série B             | 15e/16                    | Relégué!                  |
| 33                  | 1973-74 | K. FC VW Hamme            | Promotion série C              | 15e/16                    | Relégué!                  |
| séries provinciales |         |                           |                                |                           |                           |
| 34                  | 1980-81 | K. FC VW Hamme            | Promotion série A              | 6e/16                     |                           |
| 35                  | 1981-82 | K. FC VW Hamme            | Promotion série A              | 5e/16                     |                           |
| 36                  | 1982-83 | K. FC VW Hamme            | Promotion série A              | 5e/16                     |                           |
| 37                  | 1983-84 | K. FC VW Hamme            | Promotion série A              | 5e/16                     |                           |
| 38                  | 1984-85 | K. FC VW Hamme            | Promotion série A              | 2e/16                     |                           |
| 39                  | 1985-86 | K. FC VW Hamme            | Promotion série A              | 4e/16                     |                           |
| 40                  | 1986-87 | K. FC VW Hamme            | Promotion série B              | 3e/16                     |                           |
| 41                  | 1987-88 | K. FC VW Hamme            | Promotion série B              | 2e/16                     | Promu!                    |
| 42                  | 1988-89 | K. FC VW Hamme            | Division 3 série A             | 15e/16                    | Relégué!                  |
| 43                  | 1989-90 | K. FC VW Hamme            | Promotion série A              | 7e/16                     |                           |
| 44                  | 1990-91 | K. FC VW Hamme            | Promotion série B              | 4e/16                     |                           |
| 45                  | 1991-92 | K. FC VW Hamme            | Promotion série B              | 1er/16                    | Champion et promu!        |
| 46                  | 1992-93 | K. FC VW Hamme            | Division 3 série A             | 5e/16                     |                           |
| 47                  | 1993-94 | K. FC VW Hamme            | Division 3 série A             | 3e/16                     |                           |
| 48                  | 1994-95 | K. FC VW Hamme            | Division 3 série A             | 11e/16                    |                           |
| 49                  | 1995-96 | K. FC VW Hamme            | Division 3 série A             | 4e/16                     |                           |
| 50                  | 1996-97 | K. FC VW Hamme            | Division 3 série A             | 1er/16                    | Champion et promu!        |
| 51                  | 1997-98 | K. FC VW Hamme            | Division 2                     | 16e/18                    | Relégué                   |
| 52                  | 1998-99 | K. FC VW Hamme            | Division 3 série A             | 4e/16                     |                           |
| 53                  | 1999-00 | K. FC VW Hamme            | Division 3 série A             | 2e/16                     | Tour final!               |
| 54                  | 2000-01 | K. FC VW Hamme            | Division 3 série A             | 12e/16                    |                           |
| 55                  | 2001-02 | K. FC VW Hamme            | Division 3 série A             | 2e/16                     | Promu via tour final!     |
| 56                  | 2002-03 | K. FC VW Hamme            | Division 2                     | 10e/18                    |                           |
| 57                  | 2003-04 | K. FC VW Hamme            | Division 2                     | 11e/18                    |                           |
| 58                  | 2004-05 | K. FC VW Hamme            | Division 2                     | 11e/18                    |                           |
| 59                  | 2005-06 | K. FC VW Hamme            | Division 2                     | 9e/18                     | Tour final                |
| 60                  | 2006-07 | K. FC VW Hamme            | Division 2                     | 12e/18                    |                           |
| 61                  | 2007-08 | K. FC VW Hamme            | Division 2                     | 8e/19                     |                           |
| 62                  | 2008-09 | K. FC VW Hamme            | Division 2                     | 17e/19                    | Relégué                   |
| 63                  | 2009-10 | K. FC VW Hamme            | Division 3 série A             | 7e/19                     |                           |
| 64                  | 2010-11 | K. FC VW Hamme            | Division 3 série A             | 10e/18                    |                           |
| 65                  | 2011-12 | K. FC VW Hamme            | Division 3 série B             | 6e/18                     |                           |
| 66                  | 2012-13 | K. FC VW Hamme            | Division 3 série A             | 8e/18                     |                           |
| 67                  | 2013-14 | K. FC VW Hamme            | Division 3 série A             | 13e/18                    |                           |
| 68                  | 2014-15 | K. FC VW Hamme            | Division 3 série A             | 8e/18                     |                           |
| 69                  | 2015-16 | K. FC VW Hamme            | Division 3 série A             | 1er/18                    | Champion                  |
| 70                  | 2016-17 | K. FC VW Hamme            | Division 1 Amateur             | 11e/16                    |                           |
| 71                  | 2017-18 | K. FC VW Hamme            | Division 1 Amateur             | 14e/16                    | Relégué                   |
| 72                  | 2018-19 | K. FC VW Hamme            | Division 2 Amateur VFV série B | 12e/16                    |                           |
| 73                  | 2019-20 | K. FC VW Hamme            | Division 2 Amateur VFV série A | .../16                    |                           |